# 志村城
志村城（しむらじょう）は、東京都板橋区志村2丁目にあった日本の城。

## 概要
志村城は、豊島氏一族の志村氏により築かれたと考えられているが、築城年代等は詳らかでない。
享徳の乱後、馬加氏に追われ赤塚城に拠った千葉氏（武蔵千葉氏）の一族が入り、赤塚城の支城として使用された。

## 歴史・沿革
- 築城年代は不明だが、豊島氏一族の志村氏により築かれたとされる。
- 康正元年（1455年）、享徳の乱に乗じて挙兵した馬加氏に追われた千葉宗家が赤塚城に拠ることとなったが、この際、志村城には一族の千葉信胤が入った。
- 大永4年（1524年）、北条氏綱に攻められ落城、後北条氏の支配するところとなる。
- その後の志村城については詳らかではないが、小田原征伐後廃城となったものと考えられている。

## その他
滋賀県近江市新宮町に存在した城。新村城も志村城と呼ばれる。元亀2年（1571）に近江一向一揆衆が籠り、織田信長方に攻められ落城、廃城となった。跡地は乗蓮寺 (東近江市)となっている。

## 考古資料

### 遺構
本丸のあった場所は現在マンションや板橋区立志村小学校になっており、二の丸跡に志村熊野神社が建立されている。
本丸と二の丸の間には現在でも空堀の跡が残っている。